# Giovanni Domenico Notini
Giovanni Domenico Notini (Nutini), född 17 november 1804 i Camigliano vid Lucca i Toscana, död 25 januari 1875 under ett besök i Köpenhamn, var en italiensk-svensk bildhuggare och stuckatör.
Han var son till Nicolao Nutini som var en oljeplantageägare i Camiliano. Han visade redan i unga år fallenhet för konstnärlig verksamhet. Med sin familjs motstånd kom han att studera bildhuggeri i Lucca. Han begav sig tidigt ut på olika studieresor och kom till Köpenhamn 1824 där han under ett par år arbetade för bildhuggaren Pierri. Han flyttade till Sverige 1826 och etablerade en verkstad i Stockholm. Hans första större arbete blev utsmyckningen av Basarbyggnaden på Norrbro 1838-1839 och ornamentarbeten på den Byströmska villan på Djurgården 1839-1844 samt ornamenteringar i Skeppsholmskyrkan 1842. Eftersom nybyggnadstakten var högre i Göteborg flyttade han sin verksamhet dit 1852 och drev sin verkstad fram till 1870-talet då hans son Ferdinand Notini övertog verksamheten. Han gifte sig 1836 med hushållerskan Anna Catharina Fryckman.  